# Movimento Unione Italiano
Movimento Unione Italiano (MUI - pt  Movimento União Italiana) é um partido político italiano fundado em 2010 por Stefano Bandecchi.
O partido foi fundado em 2010 e é liderado por Stefano Bandecchi.